# Та-Дмейрек
Та-Дмейрек (мальт. Ta'Dmejrek) — найвища вершина Мальти, яка розташована на скелях Дінґлі, висотою 253 м над рівнем моря.